# Margaret Harwood

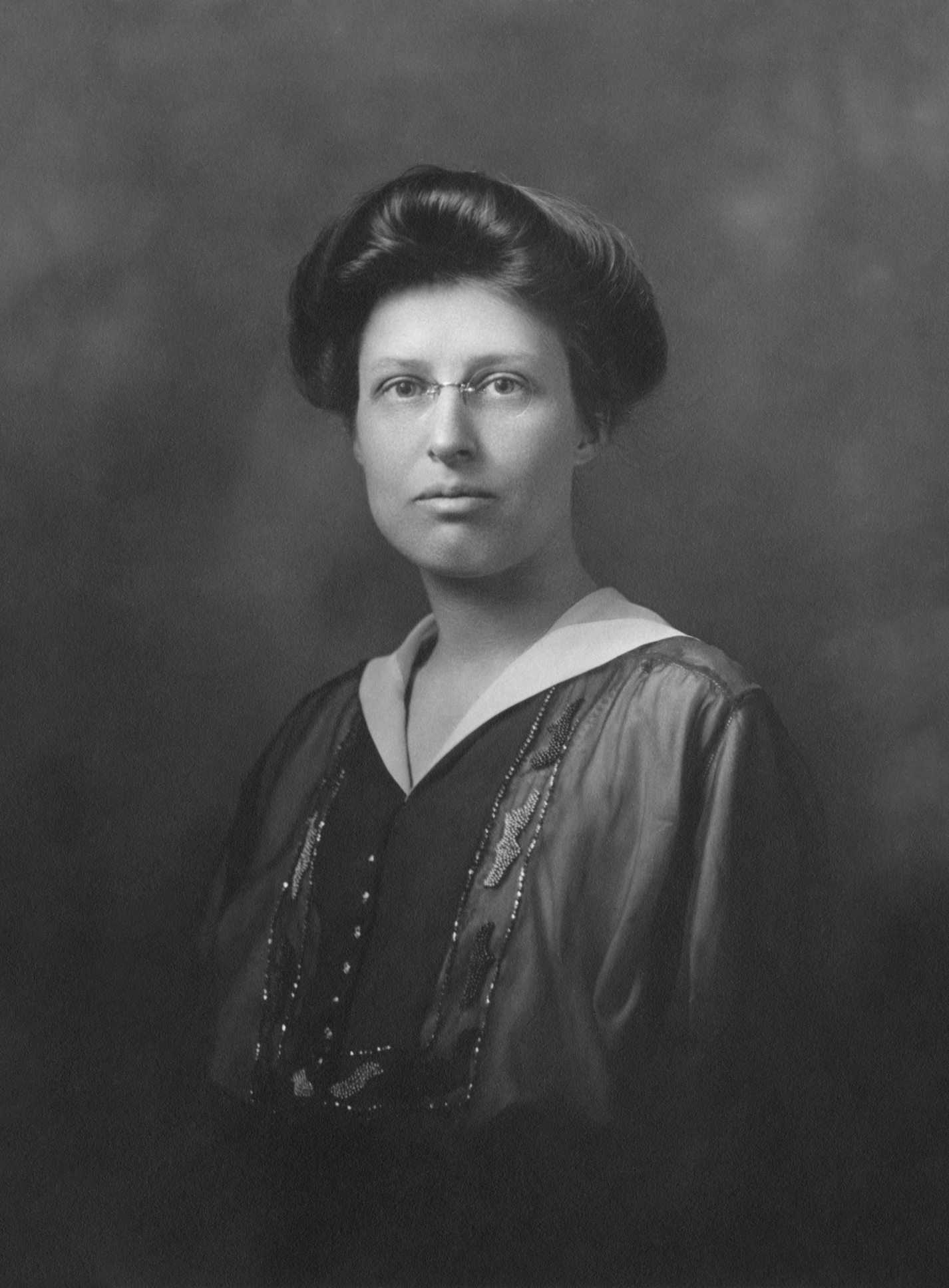
Margaret Harwood

Margaret Harwood (* 19. März 1885 in Littleton, Massachusetts; † 6. Februar 1979) war eine US-amerikanische Astronomin und die erste Leiterin des Maria Mitchell Observatory in Nantucket. Sie war auf den Bereich Photometrie spezialisiert.

## Leben
Margaret Harwoods Eltern Herbert Joseph Harwood und Emelie Augusta Green hatten neun Kinder. Sie besuchte das Radcliffe College und schloss dieses 1907 ab.
Nach ihrem Abschluss arbeitete sie am Harvard-College-Observatorium. Außerdem unterrichtete sie in Privatschulen in Boston, Cambridge und Dedham. 1916 wurde sie zur Leiterin des Maria Mitchell Observatory ernannt. Ihr Arbeitsbereich war die Photometrie, bei der sie die Variation der Lichtstärke von Sternen und Asteroiden gemessen hat.
Sie entdeckte den Asteroiden (886) Washingtonia bereits vier Tage vor dem offiziellen Entdecker.
Sie war die erste Frau, die der Zugang zum Mount Wilson Observatory gewährt wurde, dem damals größten Observatorium der Welt.

## Ehrungen
Harwood erhielt als erste Frau den Ehrendoktor der Oxford University. Der 1960 entdeckte Asteroid 2542 P-L wurde von ihren Entdeckern Cornelis Johannes van Houten, Ingrid van Houten-Groeneveld und Tom Gehrels (7040) Harwood genannt. 1962 erhielt sie den Annie-Jump-Cannon-Preis für Astronomie.

## Weitere Literatur
- Jane Lancaster: Making Time: Lillian Moller Gilbreth, A Life Beyond "Cheaper by the Dozen". (google.com [abgerufen am 10. September 2012]).
- Sweeper in the Sky: The Life of Maria Mitchell, First Woman Astronomer in America. Nantucket Maria Mitchell Association, 1959.
- A Scientific utpost: The First Half Century of the Nantucket Maria Mitchell Association. Nantucket Maria Mitchell Association, 1968.